# FuG 7b

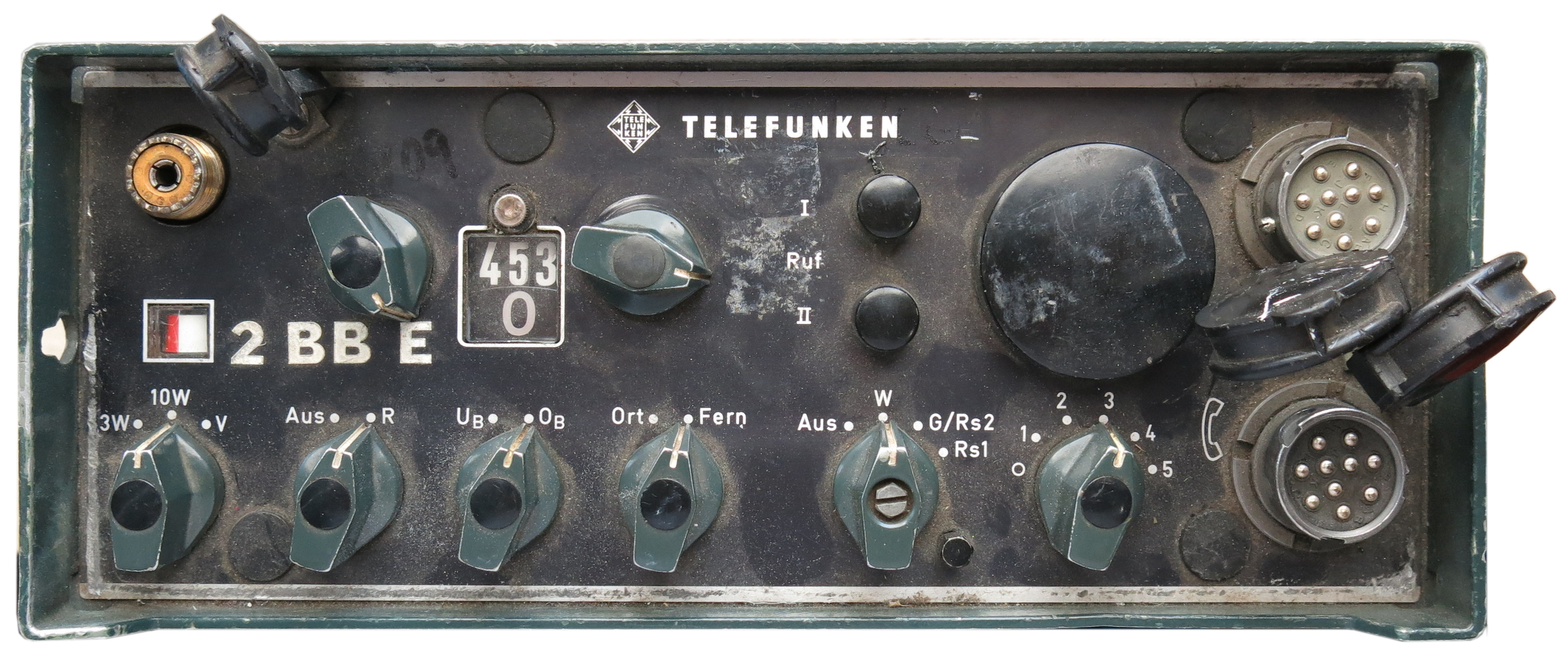
Telefunken FuG 7b

FuG 7b war ein technischer Standard für Funkgeräte im 4-Meter-Band, welche von Behörden und Organisationen mit Sicherheitsaufgaben in der Bundesrepublik Deutschland eingesetzt wurden. Der erste Gerätetyp eines FuG 7b wurde 1967 von dem Unternehmen Telefunken auf den Markt gebracht. Er entsprach den Richtlinien der Innenministerkonferenz. Auch der Hersteller SEL produzierte ein Funkgerät nach der Richtlinie FuG 7b.

## Technische Eigenschaften

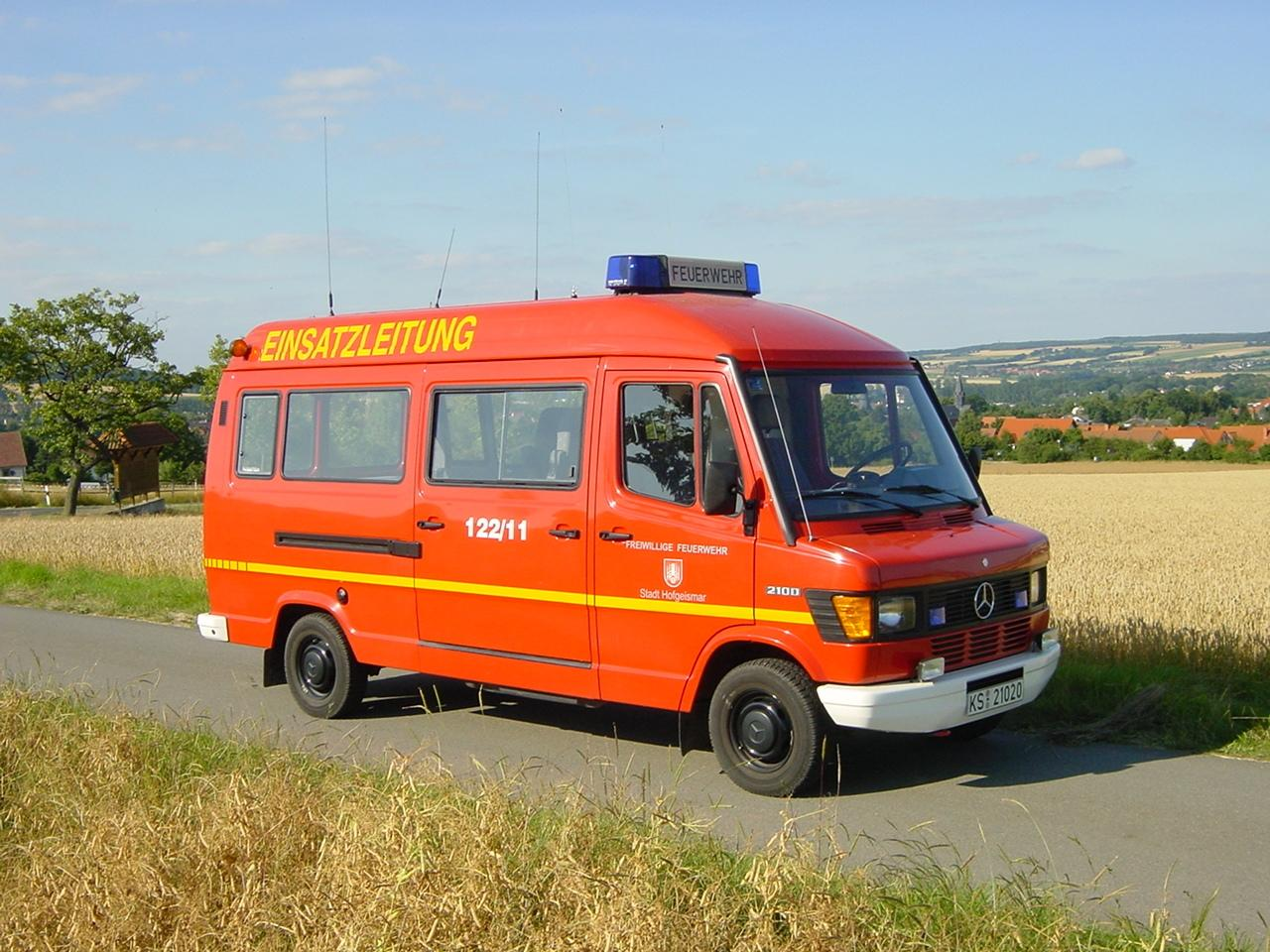
Einsatzleitwagen der Feuerwehr. Fug 7b waren besonders in Einsatzleitfahrzeugen beliebt, konnte doch mit geringem Aufwand eine Relaisfunkstelle realisiert werden.

Das Funkgerät FuG 7b verfügte über 240 Kanäle, 120 im Unterband und 120 im Oberband. Der Frequenzbereich war im Unterband zwischen 75,275 und 77,655 MHz im Oberband 85,075 und 87,455 MHz, der Kanalabstand betrug 20 kHz. Es wurde Frequenzmodulation eingesetzt. Die Frequenzen waren mit Kanal 400 bis 519 beschriftet. Als Betriebsarten waren Wechselsprechen und Gegensprechen möglich. Mit dieser Einstellung war Relaisbetrieb möglich, welcher die Reichweite des Funkgerätes erheblich erhöhte. Meistens sendete ein Gerät im Unterband und hörte auf dem Oberband. Die Relaisfunkstelle, welche oftmals auch aus einem oder mehreren FuG 7b bestand, sendete im Oberband und empfing im Unterband. Zum Auftasten einer Relaisfunkstelle verfügte das Funkgerät über zwei Ruftasten, eine mit 1750 Hertz und eine mit 2135 Hertz Auftastfrequenz. Bevor ein Benutzer eine Verbindung mit der Leitstelle aufbauen konnte, musste er eine der beiden Tasten betätigen. Bei einer kleinen Relaisfunkstelle war dies nicht nötig (siehe unten). Das Gerät war volltransistorisiert und bestand aus getrenntem Sender und Empfänger. Die Frequenzen wurden in der Version Fug 7b-1 mit einem Quartzmischer aufbereitet, bei der verbesserten Version FuG 7b-2 mit einer Frequenzaufbereitung, die nach dem Synthesizer-Verfahren aufgebaut war. Die Hochfrequenz-Ausgangsleistung war schaltbar zwischen 3 und 10 Watt. Das Gerät konnte zur Ansteuerung eines Verstärkers und eines Lautsprechers verwendet werden, um Durchsagen an die Öffentlichkeit zu tätigen. Dafür verfügte der Ausgangsleistungsschalter über eine dritte Position, welche mit V beschriftet war. War der Empfang schwach oder zerhackt, konnte die Rauschsperre ausgeschaltet werden.
Es gab zwei Ausführungen, ein Kompaktgerät und ein Gerät mit einem absetzbaren Bedienteil. Eine Batterie konnte am Boden des Gerätes angebracht werden. Damit war Portabelbetrieb möglich. Auch eine Fernsteuerung konnte realisiert werden. Dafür gab es einen Schalter, der mit Ort / Fern beschriftet war. Mit einem Erweiterungssatz konnte das Funkgerät auch im FM-Rundfunkbereich senden. Dafür war ein Zusatzquartz nötig. Diese Option kam selten zum Einsatz. Die Idee war, in Katastrophengebieten Rundfunksender mit kleiner Leistung zur Information der Öffentlichkeit zu betreiben.

## Relaisfunkstelle

Relaisstelle zur Reichweitenverbesserung im 4-m-Band. Oftmals wurde eine Relaisfunkstelle mit einem FuG 7b realisiert.

Ein Benutzer konnte allein mit einem Gerät eine kleine Relaisfunkstelle aufbauen. Er fuhr mit seinem Einsatzfahrzeug einfach auf eine erhöhte Position und schaltete das Gerät in Relaisfunkmodus. Um ein versehentliches Schalten des Relaisbetriebs zu verhindern, gab es einen kleinen Sicherheitsschalter, der beim Schalten auf Relaisbetrieb ebenfalls gedrückt werden musste. Ein empfangenes Signal wurde einfach wieder ausgesendet. In Ausnahmefällen war dies ausreichend, zum Beispiel beim Ausfall der eigentlichen Relaisfunkstelle oder wenn sich ein Unglücksfall über einen großen Bereich erstreckte und die Schaffung eines eigenen Funkverkehrskreises notwendig war. Aber solche Relaisfunkstellen waren störanfällig. Funksignale wurden zerhackt ausgesendet, besonders zum Beginn einer Aussendung. Es gab deshalb ein Steuergerät, welches mit einem Funkgerät arbeiten konnte, um eine Relaisfunkstelle zu realisieren. Der Sender wurde über eine bestimmte Niederfrequenz aktiviert, meist 1750 oder 2135 Hertz. Für ein paar Sekunden wurde weitergesendet, wenn ein bestimmtes Niederfrequenzsignal empfangen wurde, auch wenn kein Sprechfunksignal anlag. Dadurch kam der Beginn einer Aussendung eines Benutzers bei den anderen Teilnehmern nicht zerhackt an. Für den Aufbau einer großen Relaisfunkstelle benötigte man zwei Funkgeräte und ein Steuergerät. Ein Funkkreis wurde zum Beispiel von einer Leitstelle benutzt, der andere diente den Teilnehmern. Die Leitstelle steuerte eine solche Relaisfunkstelle über eine eigene Frequenz an, oft im 70-Zentimeter-Frequenzbereich mit Richtfunkantenne. Große Relaisfunkstellen wurden aber auch mit zwei FuG 7b realisiert, zum Beispiel zur Realisierung einer Relaisfunkstelle für den Notrufkanal 444.

## Alarmierungsumsetzer
Oftmals wurde ein FuG 7b als Bestandteil eines Alarmierungsumsetzers eingesetzt. Im Gegensatz zu Relaisfunkstellen sendete ein Alarmierungsumsetzer nur bestimmte Signale, in der Regel 5-Ton-Folgen, nach einer bestimmten Wartezeit erneut aus. Dadurch konnte die Stille Alarmierung bei Rettungsdiensten und besonders Feuerwehren erheblich verbessert werden. Mit Alarmierungsumsetzern waren auch Funkalarmierungen möglich, wenn sich der angesprochene Feuerwehrmann zum Beispiel im Keller befand und sein Alarmierungsempfänger die Relaisfunkstelle nicht empfangen konnte. Im Gegensatz zu Relaisfunkstellen waren solche Alarmierungsumsetzer nicht an erhöhten Standorten installiert, sondern an der Rettungs- bzw. Feuerwache. Ein Zusatzgerät konnte so konfiguriert werden, dass nur bestimmte Fünf-Ton-Folgen wieder ausgesendet werden konnten.

## Anwender
Das Funkgerät FuG 7b wurde besonders von Polizeibehörden, Feuerwehren, Rettungsdiensten und anderen Hilfsorganisationen eingesetzt. Es kostete bei Markteinführung zirka 9000 DM. Es konnte in Fahrzeugen verbaut werden, aber auch ortsfest betrieben werden. Mit einem Batteriepack war auch ein portabler Betrieb möglich. Oftmals wurde das Gerät zum Aufbau von Relaisfunkstellen und Alarmierungsumsetzern verwendet. Aber auch viele Leitstellen, Feuerwehreinsatzzentralen, Rettungswachen, Feuerwehrhäuser und Polizeibehörden setzten das Gerät stationär ein. Auch beim Bundesgrenzschutz, beim Zoll und beim THW wurde das Gerät flächendeckend eingesetzt. Eine abgewandelte Version mit verschiedenen Frequenzen wurde von der Bundeswehr eingesetzt, besonders bei den Feldjägern. Das Funkgerät FuG 7b wurde in den 1980er Jahren durch das Funkgerät FuG 8b ersetzt. Dieses war wesentlich kleiner, verfügte aber nicht über den Leistungsumfang des FuG 7b. So verfügte das FuG 8b über keine Möglichkeit, eine kleine Relaisfunkstelle zu betreiben. Es hatte sich aber gezeigt, dass diese Funktion wenig zum Einsatz kam. Sender und Empfänger waren nicht mehr komplett getrennt. Das FuG 8b war aber bedeutend billiger. In Fahrzeugen wurde das FuG 7b daher schnell ersetzt. Im ortsfesten Bereich war das Gerät aber noch lange danach im Einsatz. Viele Feuerwehren und Rettungsdienste nutzten das Gerät als Feststation und Alarmierungsumsetzer weiter.